# Station Fontainebleau - Avon
Station Fontainebleau - Avon is een spoorwegstation aan de spoorlijn Paris-Gare-de-Lyon - Marseille. Het ligt in de Franse gemeente Avon, vlak bij Fontainebleau in het departement Seine-et-Marne (Île-de-France).

## Geschiedenis
Het station werd op 3 januari 1849 geopend door de Compagnie des chemins de fer de Paris à Lyon et à la Méditerranée bij de opening van de sectie Melun - Montereau. Sinds zijn oprichting is het station eigendom van de Société nationale des chemins de fer français (SNCF).

## Ligging
Het station ligt op kilometerpunt 58,941 van de spoorlijn Paris-Gare-de-Lyon - Marseille.

## Diensten
Het station wordt aangedaan door treinen van Transilien lijn R, die rijden tussen Paris-Gare de Lyon en Montereau of Montargis. Ook doen treinen van TER Bourgogne tussen Paris-Gare de Lyon en Laroche-Migennes het station aan. In weekenden en in vakanties doen ook TGV-treinen tussen Melun en Marseille-Saint-Charles.

## Vorige en volgende stations
| Richting           | Vorig station                          | Lijn    | Volgend station            | Richting              |
| ------------------ | -------------------------------------- | ------- | -------------------------- | --------------------- |
| Paris-Gare de Lyon | Bois-le-Roi (of Fontainebleau - Forêt) | Trans R | Thomery                    | Montereau (via Moret) |
| Paris-Gare de Lyon | Melun                                  | Trans R | Moret - Veneux-les-Sablons | Montargis             |